# Ludwig Linden
Ludwig Linden ist ein deutscher Diplomat. Er war zuletzt von 2008 bis 2011 Botschafter in Benin.

## Leben
Nach dem Abitur absolvierte er ein Studium der Volkswirtschaftslehre an der Freien Universität Berlin und der Universität Genf sowie in London. Anschließend war er von 1975 bis 1977 Mitarbeiter des Entwicklungshilfeprogramms der Vereinten Nationen.
1977 trat er in den Diplomatischen Dienst ein und fand nach Abschluss des Vorbereitungsdienstes 1979 Verwendungen an den Botschaften im Irak, Kolumbien, Argentinien sowie im Vereinigten Königreich. Darüber hinaus war er am Generalkonsulat in New York City sowie in der Zentrale des Auswärtigen Amtes in Bonn und Berlin tätig.
Von 2008 bis 2011 war Linden als Nachfolger von Albrecht Conze als Botschafter der Bundesrepublik Deutschland in Benin tätig. Abgelöst wurde er von Hans Jörg Neumann, der zuvor als Inspekteur im Auswärtigen Amt in Berlin tätig war.